# Gregoria Lozoya Lag
Gregoria Lozoya Lag (Elx, Baix Vinalopó, ca. 1901 - Algèria, segle XX) fou una dirigent comunista valenciana.

## Biografia
Dirigent comunista il·licitana durant la Guerra Civil. Gregoria Lozoya va formar part del grup de dones il·licitanes (les socialistes Rita García i Francisca Vázquez; les republicanes Matilde Iborra i Milagros Pelegrín o les comunistes Josefa Pastor o Gregoria Lozoya mateixa) que tingueren, per primera vegada en la història de la ciutat, un protagonisme polític, com a membres del Consell Municipal. En el cas del Partit Comunista il·licità, la seua presència en la ciutat fou pràcticament invisible fins a 1936 i, no obstant això, al llarg dels tres anys de guerra va mantenir una lluita amb el Partit Socialista pel control polític i sindical de la ciutat. Dones socialistes i comunistes participaren també en aquella batalla política. Igual que va ocórrer amb el Partit Socialista i amb la Unió Republicana –la CNT no va arribar a nomenar cap dona-, el Partit Comunista va designar dues dones –Gregoria Lozoya i Josefa Pastor Brotons- com a conselleres municipals l'1 de juny de 1938, per la incorporació als fronts de guerra de Pascual Torres Aznar –secretari general del partit a Elx– i Francisco Gassó Martínez. Durant els mesos previs, Gregoria Lozya va intervenir almenys en dos actes polítics: el 29 de febrer de 1938 i al teatre Llorente va tenir lloc una funció Pro-Combatientes organitzada per l'Agrupació de Dones Antifeixistes i amb l'assistència dels ferits de guerra. Es va presentar el drama La fábrica vieja interpretat pel grup artístic d'Altavoz del Frente i va tancar l'acte Gregoria Lozoya. Posteriorment, el 17 de març d'aquell mateix any el Partit Comunista va convocar una Conferència Sindical on també tingué un paper destacat. Com a consellera municipal, Gregoria Lozoya va treballar en les comissions d'Agricultura; Places i Mercats; Festivitats i Espectacles; Policia i Ornamentació; i Beneficència i Sanitat. Una de les seues intervencions en un ple municipal fou en la sessió de 29 de juny de 1938 per a exigir que es castigara amb severitat els robatoris al camp. Amb ocasió del segon aniversari de l'inici de la Guerra, el 18 de juliol de 1938, va tenir lloc un míting en la plaça de bous d'Elx on intervingueren com a representants de les diferents organitzacions Gregoria Lozoya (PCE), Manuel Pomares Lérida (SRI), Clemente Santos (SIA), Mariano López Giménez (FAI), José Congost (AJA), Segundo García (Comité de Enlace CNT-UGT), Antonio Eulogio (partits republicans), Manuel Rodríguez (PSOE) i Rafael Millá (PCE).
El 14 de setembre de 1938 el també comunista Antonio Moll Máñez fou nomenat conseller municipal en substitució de Gregoria Lozoya Lag, per canvi de residència. Un mes després, el 19 d'octubre de 1938, tornava a formar part del Consell Municipal com a substituta en aquesta ocasió del secretari d'organització del partit, José Ruiz Quirant. La seua darrera intervenció en un ple es va produir el 18 de gener de 1939, quan l'Agrupació Socialista va sol·licitar la creació de menjadors infantils per a fills de mobilitzats. Rita García (PSOE) i Gregoria Lozoya proposaren aleshores que s'atenguera també les mares que estigueren treballant. Per fi, amb motiu del cop de Casado a Madrid contra el govern de Juan Negrín, el 6 de març de 1939 foren empresonats els militants comunistes Jacinto Alemañ, Luis Crespo, Josefa Pastor, Francisco Antón, Apolo Barrios, Pedro Belmonte, i Antonio Moll i Gregoria Lozoya. El governador civil d'Alacant, el socialista il·licità Manuel Rodríguez Martínez, va permetre que tots ells foren alliberats, de manera que pogueren marxar a l'exili en el vaixell Stanbrook, el 28 de març de 1939. Degué morir a l'exili perquè, que sapiguem, no està soterrada a cap dels dos cementiris il·licitans.